# Conquest: Frontier Wars
Conquest: Frontier Wars (с англ. — «Завоевание: Пограничные войны») — космическая стратегия реального времени, созданная компанией Fever Pitch Studios и выпущенная в продажу компанией Ubisoft 14 августа 2001. В отличие от других игр этого жанра, уровни в «Conquest» играются на нескольких различных картах одновременно, соединённых червоточинами.

## Обзор
Базы могут быть построены на орбите планет любой системы, но для этого игроку необходимо установить линии снабжения между системами. Каждый корабль имеет ограниченное количество единиц снабжения, которые исчерпываются по мере использования оружия и спецустройств. Корабли, истощившие свой запас, являются летающими мишенями, пока не вернутся на базу для перезарядки. Поэтому использование кораблей снабжения является важной частью эффективного нападения.
В кампании присутствуют адмиралы, которые функционируют как герои. В многопользовательских играх адмиралы являются лидерами флота (воеводы для мантисов и магистраты для селареонов). Целые эскадры могут быть сгруппированы челноком адмирала — это даёт определённые бонусы всему флоту и позволяет лучше контролировать корабли.

## Расы

### Земляне
Люди (англ. Terrans) всегда воевали друг с другом. Это не изменилось с открытием межзвёздных перелётов. Игра смутно объясняет, что случилось между сегодняшним днём и началом кампании в будущем. Известно, что незадолго до Инцидента на Тау Кита закончилась очередная война, после которой человечество было более или менее объединённым. Земной флот (очень напоминающий флот Земной Конфедерации в играх серии «Wing Commander») находится на высоте.
Суровая реальность войны заставила людей создать мощные боевые корабли для обороны. Так как энерго-щиты были добавлены в арсенал флота совсем недавно, большинство кораблей всё ещё зависит от своей толстой брони, чтобы оставаться целыми. Так как постройка кораблей требует огромных ресурсов, человечество постоянно расширяет свои владения. Флот в основном состоит из крупных кораблей, где корветы составляют большую часть флота. Самым мощным классом кораблей в земном флоте является дредноут с его крупнокалиберными лазерами и энерго-щитом который может на короткое время стать непробиваемым. Земляне также имеют могучие боевые станции под названием Ионные Пушки, способные уничтожить большинство кораблей с одного выстрела на расстоянии в полсистемы. Но эти пушки страдают медленной поворотной скоростью, долгими перезарядками и высокой нуждой в снабжении.

### Мантисы
Условное название, данное первой инопланетной расе, обнаруженной человечеством (самоназвания этой расы люди не знали). Мантисы (англ. Mantis — «богомолы») — насекомообразные существа с соответствующим социальным строем. Ими правит королева-матка. В отличие от земных насекомых, вся раса мантисов имеет всего одну королеву, и её первый отпрыск женского пола является единственной наследницей на трон, что зачастую приводит к вражде среди сестёр. Из-за их огромной рождаемости мантисы постоянно ищут новые миры для колонизации и, если необходимо, для захвата. Они считают все другие расы низшими по развитию.
Следуя их нужде по новым мирам, мантисы создали могучие флоты для осуществления этого. Из-за их насекомообразного мышления большинство их кораблей являются носителями истребителей или бомбардировщиков. Для мантисов важны сами носители, а не пилоты истребителей. Самый мощный корабль мантисов — сверхтяжёлый носитель «Тиамат», который может запускать несколько звеньев тяжёлых бомбардировщиков, чтобы не оставить врагу ни единого шанса. Но если все малые корабли уничтожены, то носители остаются беззащитными. Поэтому их обычно прикрывают фрегаты и другие корабли, стреляющие плазменными пушками.

### Селареоны
Очень мало известно об этой загадочной расе, состоящей из чистой энергии. Хоть они и прокляты прожить всю свою жизнь в металлических контейнерах, они всё же благословляют своих мифических создателей. Селареоны (англ. Celareons) имеют очень развитые космические технологии. Они даже умеют создавать искусственные червоточины, одна из причин, почему мантисы с ними воюют — они желают иметь эти знания. Обычно эта раса объединена во всех решениях, но война с мантисами создала раздел в обществе: одни считают, что мир следует поддерживать любой ценой, даже ценой передачи технологии червоточин мантисам; другие считают, что эта технология ни в коем случае не должна попасть в лапы мантисов, ведь тогда они смогут напасть в любую часть владений селареонов, обходя природную сеть червоточин.
Как и земляне, селареоны предпочитают использовать крупные корабли вместо малых. В отличие от людей, они даже не имеют кораблей, способных запускать истребители. Для человека корабли селареонов выглядят как огромные морские существа. Их изящный, почти прозрачный вид прячет смертельные орудия и системы защиты, и селареоны их не боятся использовать при малейшей угрозе. Их самый могучий корабль — «Монолит» — «убеждает» врага подумать, прежде чем нападать на флот селареонов.

## Сюжет
Действие игры происходит через несколько веков в будущем. После серии внутренних конфликтов человечество колонизировало несколько звёздных систем, соединённых с нашей червоточинами, и небольшой флот продолжает открывать новые системы и червоточины. Прибыв в систему Тау Кита, разведывательный корабль «Андромеда» под командованием адмирала Тасвезера Хокса оказывается пойман между убегающим малым кораблём и огромным флотом преследователей. После столкновения «Андромеды» с огромным кораблём преследователей игрок в роли анонимного «Коммандера» получает приказ от адмирала Уильяма Халси расследовать инцидент. С помощью капитана Томаса Блэкуэлла Коммандер начинает исследовать вновь открытые червоточины, чтобы узнать, что случилось с кораблём и адмиралом.
Узнав, что адмирал Хокс выжил уничтожение «Андромеды» и был взят в плен этой новой расой (названной «мантисами»), Коммандер ведёт операцию по его вызволению. Вскоре Земля и её флот оказываются в середине гражданской войны мантисов. Королева-узурпатор Вер’Лак борется со своей сестрой воеводой Кер’Так. Поняв, что могучий имперский флот мантисов уничтожит Землю, земной флот соглашается помочь Кер’Так вернуть свой трон. В ответ Вер’Лак назначает своего главного помощника воеводу Малкора найти и уничтожить Землю.
Во время опасной попытки вызволить воевод, верных Кер’Так, корвет капитана Блэкуэлла попадает в чёрную дыру, исследуя неизвестную червоточину. Несмотря на эту трагическую потерю, Халси и Кер’Так организуют крупномасштабное нападение на линии снабжения Малкора в Рукаве Ориона. Адмирала Бенсон приставляют помогать Коммандеру. Бенсон — хорошая солдатка, но считает Коммандера виновным в гибели её друга Блэкуэлла.
Как оказалось, Блэкуэлл был спасён новооткрытой расой селареонов, и они появляются в самый критический момент битвы, чтобы помочь людям. Совет селареонов встречается с адмиралами Земли, и они координируют действия флотов, чтобы остановить гражданскую войну мантисов, прежде чем системы селареонов и людей окажутся втянуты в неё.
Селареоны показывают Халси радиопередачу, посланную из человеческого пространства в направлении мантисов, которая включает в себя важную информацию о местоположении Земли и её оборонных системах. Это говорит Халси, что во флоте объявился предатель.
Амбициозный адмирал Смирнов приводит доказательства, что адмирал Хокс является предателем. Но Блэкуэлла это не убеждает, и он преследует дредноут Смирнова на невидимом корвете. Подслушивая передачи, он узнаёт, что настоящий предатель — Смирнов и он пытается уничтожить Хокса. Он взрывает свой собственный дредноут и пересаживается на корабль мантисов. Блэкуэллу удаётся спасти Хокса после отбытия предателя, и с адмирала снимаются все обвинения.
Именно адмирал Смирнов выдал мантисам планы обороны Солнечной системы, надеясь, что мантисы сделают его своим наместником над всем человечеством. Но воевода Малкор не имеет никаких намерений оставлять человечество недобитым и предаёт Смирнова. В результате Коммандеру приходится быстро возвращаться на Землю, чтобы подготовить отчаянную оборону против армады мантисов.
Адмиралы Хокс, Стил и Такай удерживают силы мантисов и вскоре начинают вытеснять врага на его же территорию. От Кер’Так они узнают, что Малкор строит могущественное сверхоружие, способное уничтожить жизнь в планетарных масштабах. Построив его, Малкор нападёт на повстанцев, землян и селареонов, используя это оружие и большую часть флота мантисов.
Так начинается гонка за Малкором, чтобы остановить его, прежде чем он сможет запустить это оружие. После серии яростных битв объединённый флот повстанцев, землян и селареонов пробивается через оборону мантисов и уничтожает Вер’Лак, Малкора и его сверхоружие. Но цена за победу была высока. Земля была атакована, тысячи земных кораблей и несколько колоний были уничтожены, и жертвы среди людей насчитывались миллионами. Сами селареоны исчезли вскоре после победы, удалив всю информацию о себе из компьютеров землян.

## Отзывы в прессе
| Сводный рейтинг       | Сводный рейтинг       |
| Агрегатор             | Оценка                |
| --------------------- | --------------------- |
| GameRankings          | 80,26 %               |
| Metacritic            | 80 / 100 (13 обзоров) |
| MobyRank              | 79 / 100              |
| Иноязычные издания    |                       |
| Издание               | Оценка                |
| AllGame               | [ 5 ]                 |
| CVG                   | 8,2 / 10              |
| Eurogamer             | 7 / 10                |
| GameRevolution        | B                     |
| GameSpot              | 8,2 / 10              |
| IGN                   | 8,8 / 10              |
| Русскоязычные издания |                       |
| Издание               | Оценка                |
| Absolute Games        | 40 %                  |
| «Домашний ПК»         | 55 / 100              |
| «Игромания»           | 7,0 / 10              |
| «Страна игр»          | 8,0 / 10              |

## Продолжение
18 мая 2012 года в службе Kickstarter открыт сбор средств на разработку сиквела игры под названием Conquest 2: The Vyrium Uprising.